# Esther Forbes
Esther Forbes, (ur. 28 czerwca 1891 w Westborough, zm. 12 sierpnia 1967 w Worcester) – amerykańska nowelistka i autorka książek dla dzieci, zdobywczyni nagrody Pulitzera i Newbery Medal.

## Życiorys
Esther Forbes urodziła się w Westborough, Massachusetts, jako najmłodsze z pięciorga dzieci Harriette Merrifield i Williama Trowbridge Forbesa. W 1898 jej rodzina przeprowadziła się do Worcester, Massachusetts. W latach 1909-1912 uczęszczała do Bradford Academy, następnie w latach 1916-1918 studiowała na Uniwersytecie Wisconsin w Madison. W roku 1926 opublikowała swoją pierwszą powieść pt. "Oh Genteel Lady!" oraz wyszła za prawnika Alberta L. Hoskinsa. Nie wiodło im się w małżeństwie gdyż Albert nie popierał kariery żony. Rozwiedli się w 1933. Po opublikowaniu jeszcze kilku książek w roku 1943 Esther przyznano Nagrodę Pulitzera za "Paul Revere and the World He Lived In". Rok później otrzymała Newbery Medal za Johnny Tremain. Metro-Goldwyn-Mayer przyznało w 1947 roku 150.000 dolarów nagrody za mającą się ukazać powieść "The Running of the Tide" która została opublikowana rok później, pierwotnie miał zostać nakręcony na jej podstawie film ale nigdy się tak nie stało. W 1960 stała się pierwszym członkiem kobietą wybraną do American Antiquarian Society. W 1967 rozpoczęła pracę nad książką o gusłach i czarach w siedemnastowiecznym Massachusetts ale z powodu choroby serca umarła 12 sierpnia a książka nie została ukończona.

## Twórczość
| Rok publikacji | Tytuł oryginału                       |
| -------------- | ------------------------------------- |
| 1926           | Oh Genteel Lady!                      |
| 1928           | A Mirror for Witches                  |
| 1935           | Miss Marvel                           |
| 1937           | Paradise                              |
| 1938           | The General’s Lady                    |
| 1942           | Paul Revere and the World He Lived In |
| 1943           | Johnny Tremain                        |
| 1946           | America’s Paul Revere                 |
| 1947           | The Boston Book                       |
| 1948           | The Running of the Tide               |
| 1954           | Rainbow on the Road                   |